# Culicoides azerbajdzhanicus
Culicoides azerbajdzhanicus är en tvåvingeart som beskrevs av Dzhafarov 1962. Culicoides azerbajdzhanicus ingår i släktet Culicoides och familjen svidknott. Inga underarter finns listade i Catalogue of Life.